# 瀬波大祭

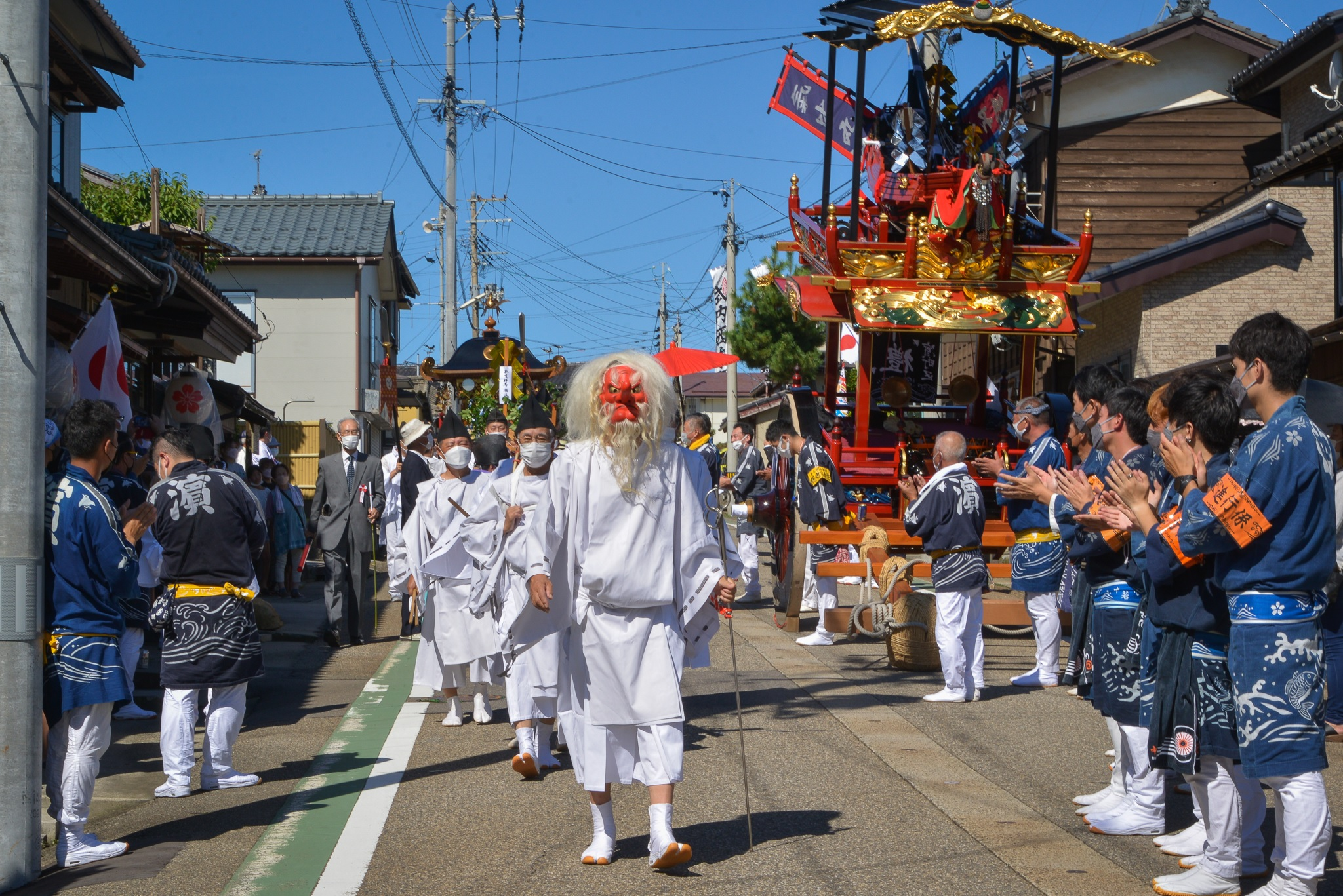
瀬波大祭　本祭り　渡御行列

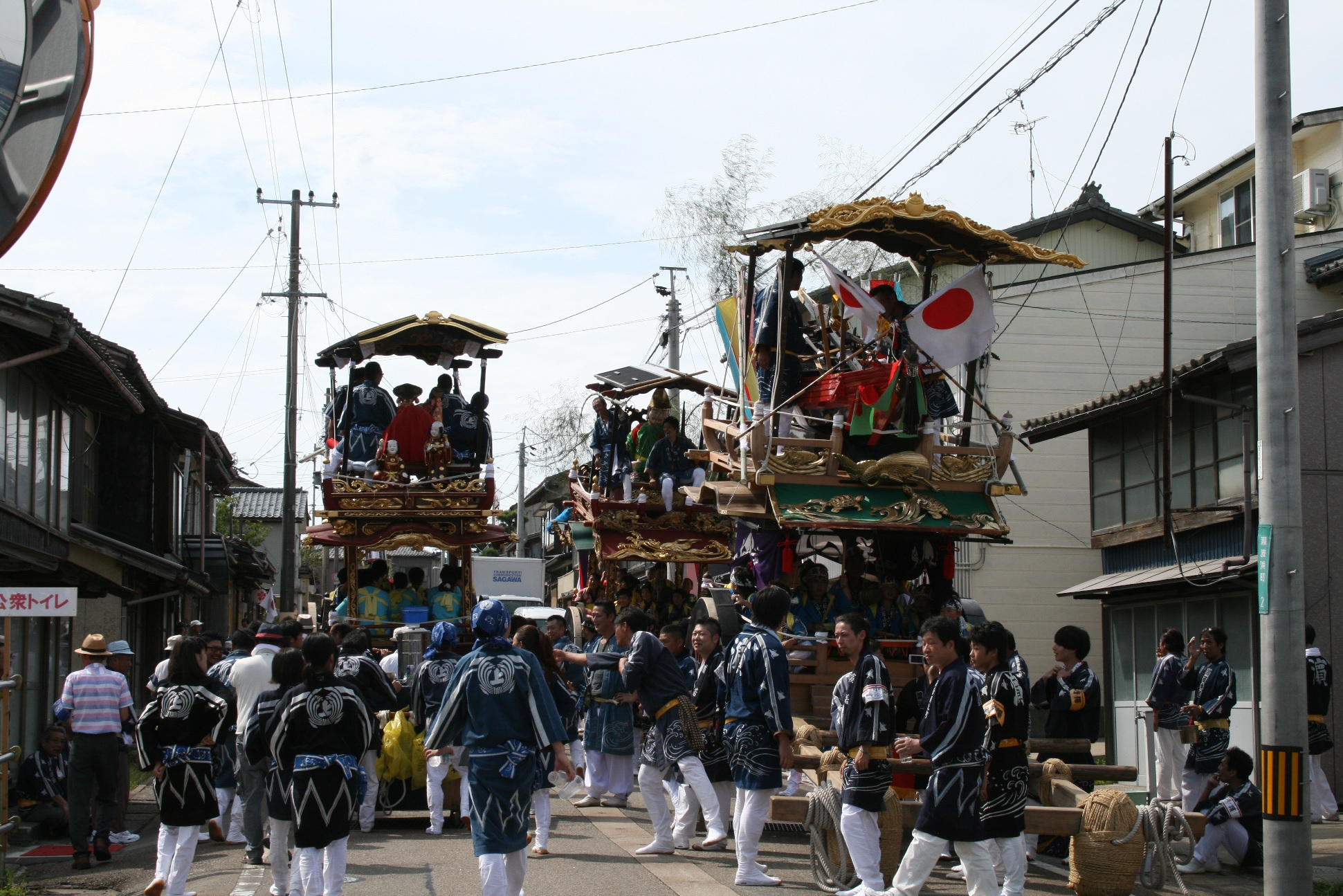
瀬波大祭　宵祭り

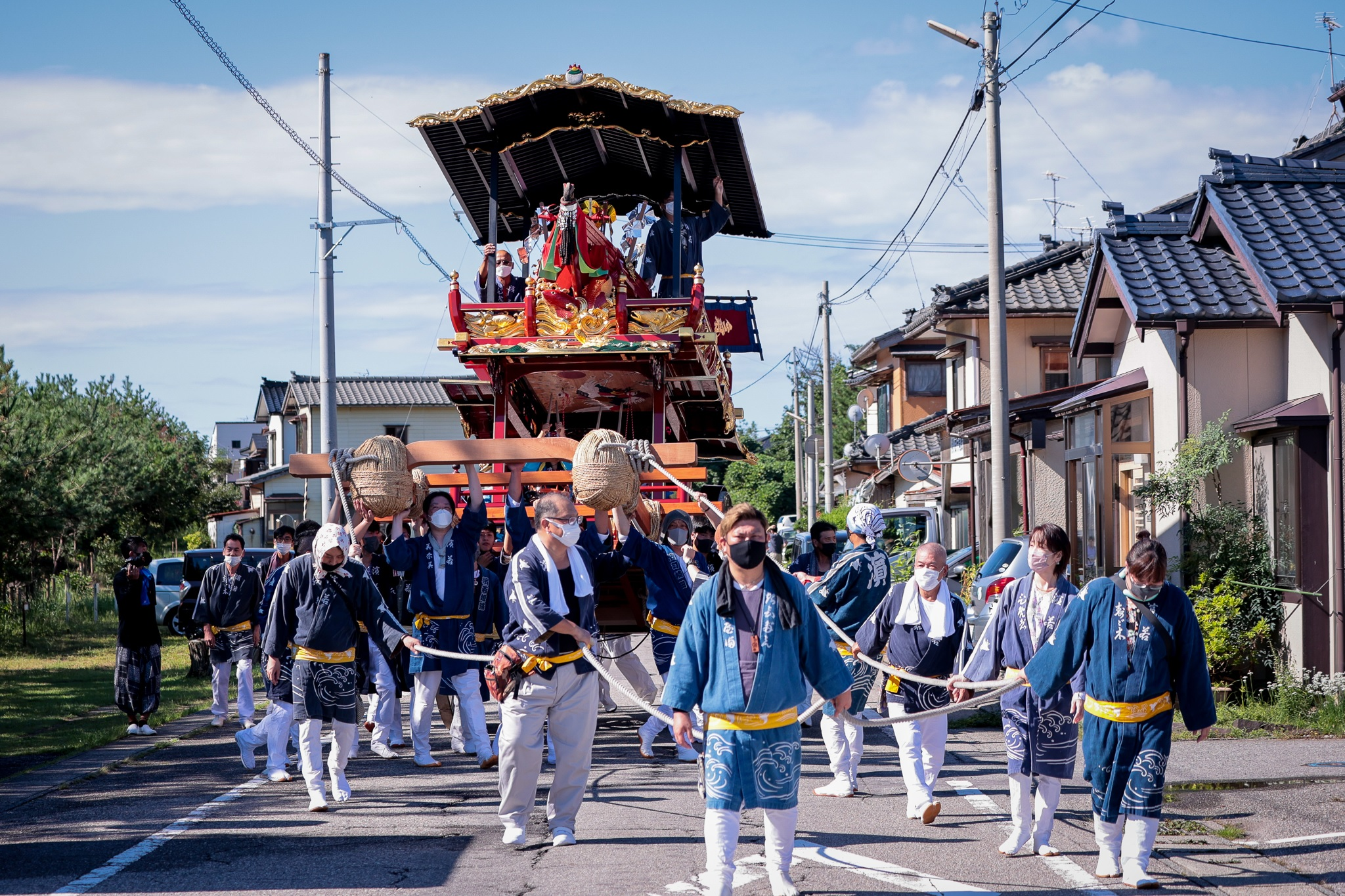
瀬波大祭　本祭り

瀬波大祭（せなみたいさい）は、新潟県村上市で毎年9月3日から同4日にかけて行われる西奈彌神社（せなみじんじゃ）の例大祭。西奈彌羽黒神社の例大祭である村上大祭（毎年7月6日・7日）および石船神社の例大祭である岩船大祭（毎年10月18日・19日）と並ぶ村上市の三大祭りの一つとされている。

## 由緒・祭神

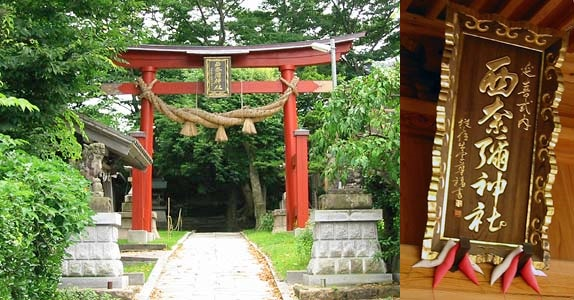
西奈彌神社

西奈彌神社は、醍醐天皇の命により編纂された延喜式神名帳「延長5年（927年）完成」において、岩船郡八社の中に記載されており、1200年以上の歴史が有る式内社である、祭神は保食神（うけもちのかみ）で食物を司る神様とされる。
永く当地では氣比宮（けひぐう）・氣比大明神（けひだいみょうじん）と呼ばれていたが、明治以降は古来の呼び名である西奈彌神社（せなみじんじゃ）に統一されている。
「延喜式神名帳　岩船郡八社」
1、石船（いわふね）神社、村上市岩船三日市
2、蒲原（かまはら）神社、村上市碁石
3、西奈彌（せなみの）神社、村上市瀬波浜町
4、荒川（あらかわの）神社、村上市小岩内
5、多伎（たきの）神社、村上市岩ケ崎
6、漆山（うるしやま）神社、村上市葡萄
7、桃川（ももかわの）神社、村上市桃川
8、湊（みなとの）神社・・・村上市七湊
以上の岩船郡八社は、平安時代の朝廷が、地方を統治する上で勢力範囲内の拠点となる神社を掲載している。石船・蒲原・西奈彌・荒川・多伎・湊は当時の海上の運搬の拠点となる港の近くであり、漆山・桃川も出羽国へ出る為の、拠点となる集落が存在していたと思われる。石船が1番に、西奈彌が3番に挙げられている事から、当時の石船神社及び西奈彌神社の一帯は、人口も多く、祭事も古くから行われていた。

## 氣比神宮（敦賀）と西奈彌神社の繋がり
氣比神宮（越前国敦賀）の祭神、氣比大神が渡海し、瀬波の地に上陸したことによるとする伝承があり、瀬波大祭の由来は、この来航上陸に関する伝承であるとされている。
瀬波の地名は、上陸の際に背に波を受けて「よき背の波かな」と言われた事が由来とされ。その時に随行した家来が、この地に住む伊與部(いよべ)・磯部・小（嶋）・小武・吉田の先祖であると言われている。
瀬波大祭は、氣比大神の瀬波への来航上陸を祝うものであり、大祭では神霊をのせた御輿の後ろに、渡海船に擬せられた屋台を先頭にして、計5台の屋台行列が瀬波の町内を練り歩く（渡御行列）。
氣比神宮の例祭（気比の長祭り）が毎年9月4日に行われていることから、瀬波大祭も同時期に開催されている。また、氣比神宮の主祭神である伊奢沙別命（いざさわけのみこと）は、社伝「氣比宮社記」の中で保食神（うけもちのかみ）とされており、祭神も同じである。

## 祭礼の日程について
氣比神宮の例祭（気比の長祭り）が毎年9月4日に行われるようになったのは、702年（大宝2年）旧暦8月4日に、祭神である伊奢沙別命（いざさわけのみこと）と、仲哀天皇（ちゅうあいてんのう）・神功皇后（じんぐうこうごう）・日本武尊（やまとたけるのみこと）・応神天皇（おうじんてんのう）・玉姫命（たまひめのみこと）・武内宿禰命（たけのうちのすくねのみこと）を、合祀したことに因むとされている。
この事から当初は旧暦8月4日に行われていたが、新暦に変更する際に9月4日に変わった。西奈彌神社も日程は氣比神宮にならっており、同じように変更されたものと思われる。

## 瀬波湊と瀬波大祭

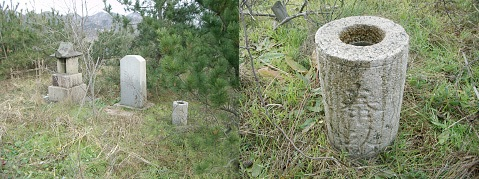
方角石　瀬波浜町

昔の瀬波湊は、室町時代以降は三津七湊（さんしんしちそう）の土崎湊（秋田湊）から今町湊（直江津）への経由地であり、また江戸時代以降は北前船の寄港地として越後村上藩の海上の玄関口であった。
現在の浜町の海岸沿いの丘陵の上には、江戸時代に設置された方角石が残されている。村上藩はここに「沖ノ口番所」と呼ばれる番所を設け、港に出入りする船の確認、積荷の検査、税の徴収などを行っていた。
宝永年間初めに村上藩は15万石となると、加治川以北の領内の年貢米は、瀬波の御蔵に運ばれ船積みされていた。その後5万石に減封され、瀬波湊の廻米は打ち切りとなるが、藩の物資の搬入・搬出は続き、海沿いの浜町・新田町・横町は廻船問屋、蒸気茶屋が建ち並び大変に栄えていたといわれている。
港の繁栄とともに大祭も豪華さを増し、曳き回される屋台も増えていった。1885年（明治18年）に瀬波大火が起こるが、その際に焼失してしまった浜町と新田町の屋台は、堆朱・堆黒・金箔が塗られ、町内の繁栄を示すように大きな物だったといわれている。
1914年（大正3年）に羽越線が開通すると、物資の輸送は鉄道へと移って行き、次第に港は衰退してしまった。

## おしゃぎり

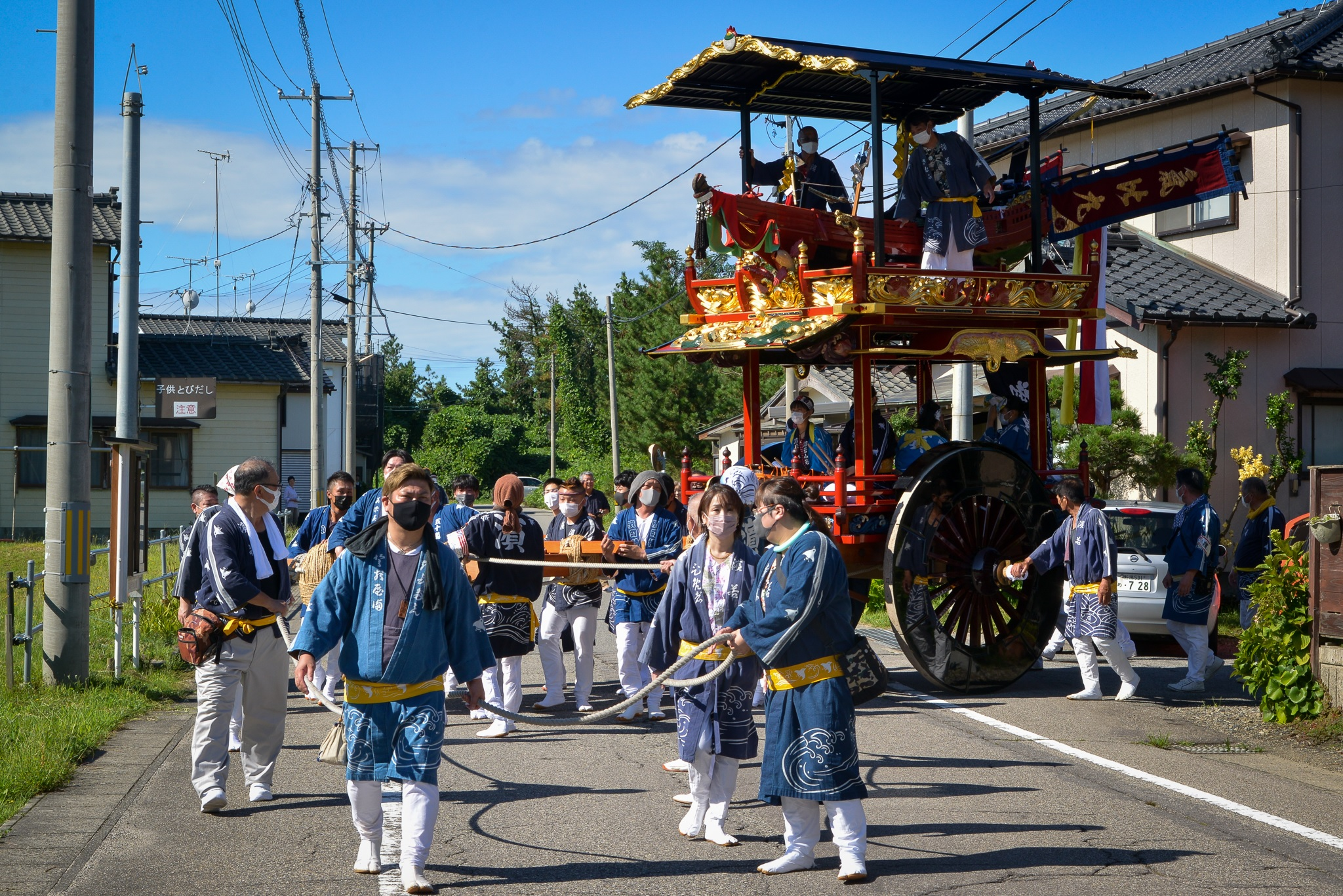
おしゃぎり

大祭では「おしゃぎり」と呼ばれる屋台が曳き出される。おしゃぎりは、大祭に参加する瀬波の浜町、中町、新田町、上町、学校町の5町によって出され、各町ごとに特色があり、2階には「乗せ物」、2階後方には「見送り」が飾られている。

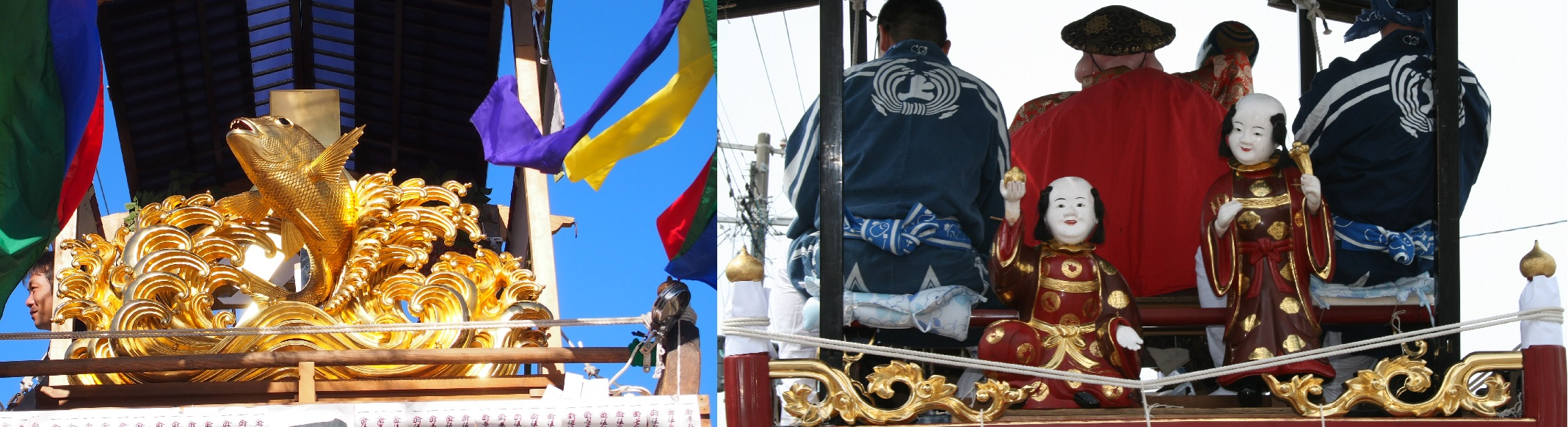
見送り（新田町：波と鯛）、（上町：唐子）

おしゃぎりの構造は、関東地方や祇園祭などの山車に見られる四輪ではなく、二輪型の山車で方向転換がしやすい。同じような構造の二輪屋台は、新潟県の下越地方、遠州の掛川祭など東海道沿いに多く見られる。
いつ頃から屋台が曳かれるようになったかについては分かっていないが、西奈彌神社自体は延喜式神名帳に記載され1200年以上の歴史が有り、尚且つ氣比神宮と祭礼の日程が同じ事から、御神楽（おかぐら）などの祭礼は当初から行われていたものと思われる。
瀬波の三面川河口に位置する地形上の問題から、河川の氾濫による洪水、地震による津波などにみまわれ、また1885年（明治18年）の大火災と、何度も災害にあい、神社の歴史・大祭や屋台に関する資料が流失・焼失し殆ど残っていない状況である。神社の位置も横町→新田町（三面川河口附近）→浜町と再建の際に移動したと言い伝えられている。
おしゃぎり自体の資料から分かる事としては、上町で保管されている部品や道具の箱書きから、享保年間には既に製作され、曳き回されていたと見られている。
瀬波のおしゃぎりと、その他の村上市内のおしゃぎりの違いとしては、瀬波の屋台は威勢よく曳き回され、木遣りで走る事もある為、大勢で曳けるように、すべての屋台が三本手木（担ぐ棒が3本）である。さらに手木の先には米俵に使われる桟俵（米俵の底の部分）をガチガチに縄で巻付けたもの、これを「サンバイス」といい、激しく落としたり擦ったりした時のクッションの役割を果たしている。

### 1番屋台 浜町

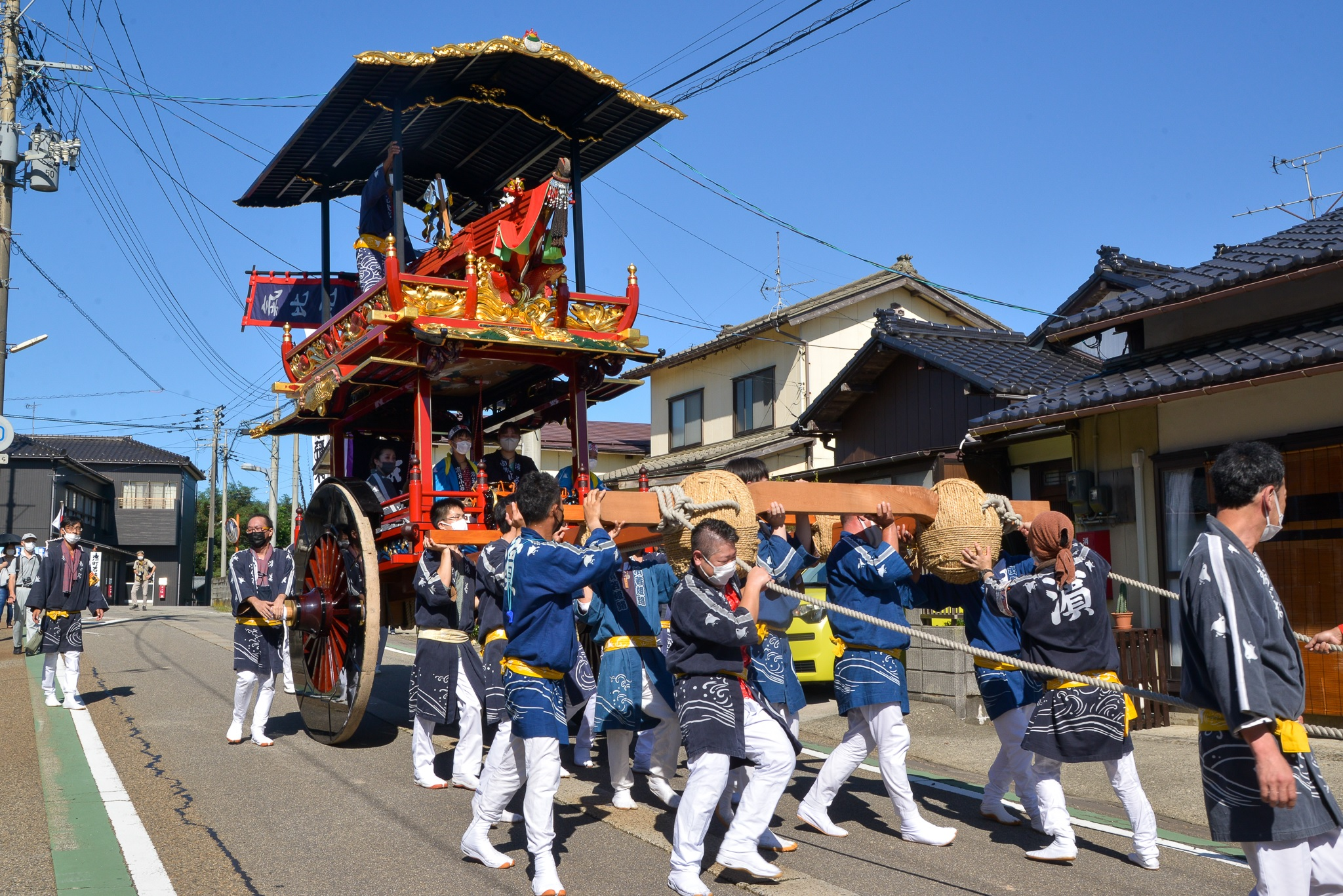
1番屋台　浜町おしゃぎり（氣比丸）

- 乗せ物：氣比大神の船である御船様（氣比丸）

1885年（明治18年）に瀬波で起きた大火災の為焼失、その後再建される。乗せ物の御船様（氣比丸）はおしゃぎりと別に保管されていた為、火災の際に町内の人達の手により避難、一部を損傷したものの、その後に修復したと言われている。古人の話によれば、港町として栄えた浜町は、その繁栄を示すように焼失前の屋台は非常に大きく、道をＵターン出来ず、広い場所でないと回せなかったと聞いている。

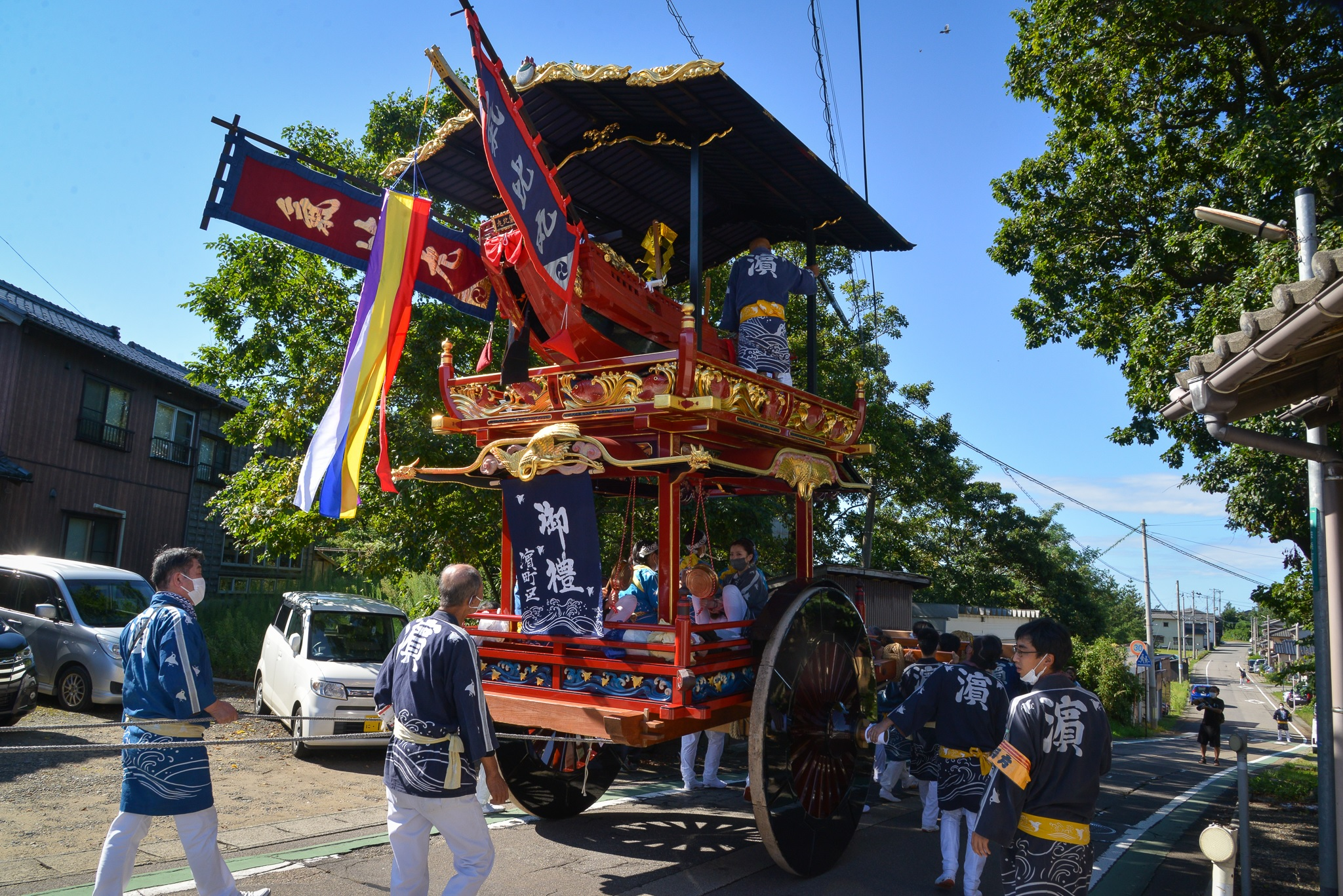

2022年（令和4年）には大部分の改修が終了し、総漆塗り・金箔の彫刻が施され、浜町のおしゃぎりが復活した。
瀬波大祭は港町である瀬波の御船様のお祭りであり、屋台が綺麗になる事によって、地元の人達のお祭りとおしゃぎりへの愛着もより一層深くなり、大変に喜ばしい。

### 2番屋台 中町
- 乗せ物：恵比寿
- 見送り：波

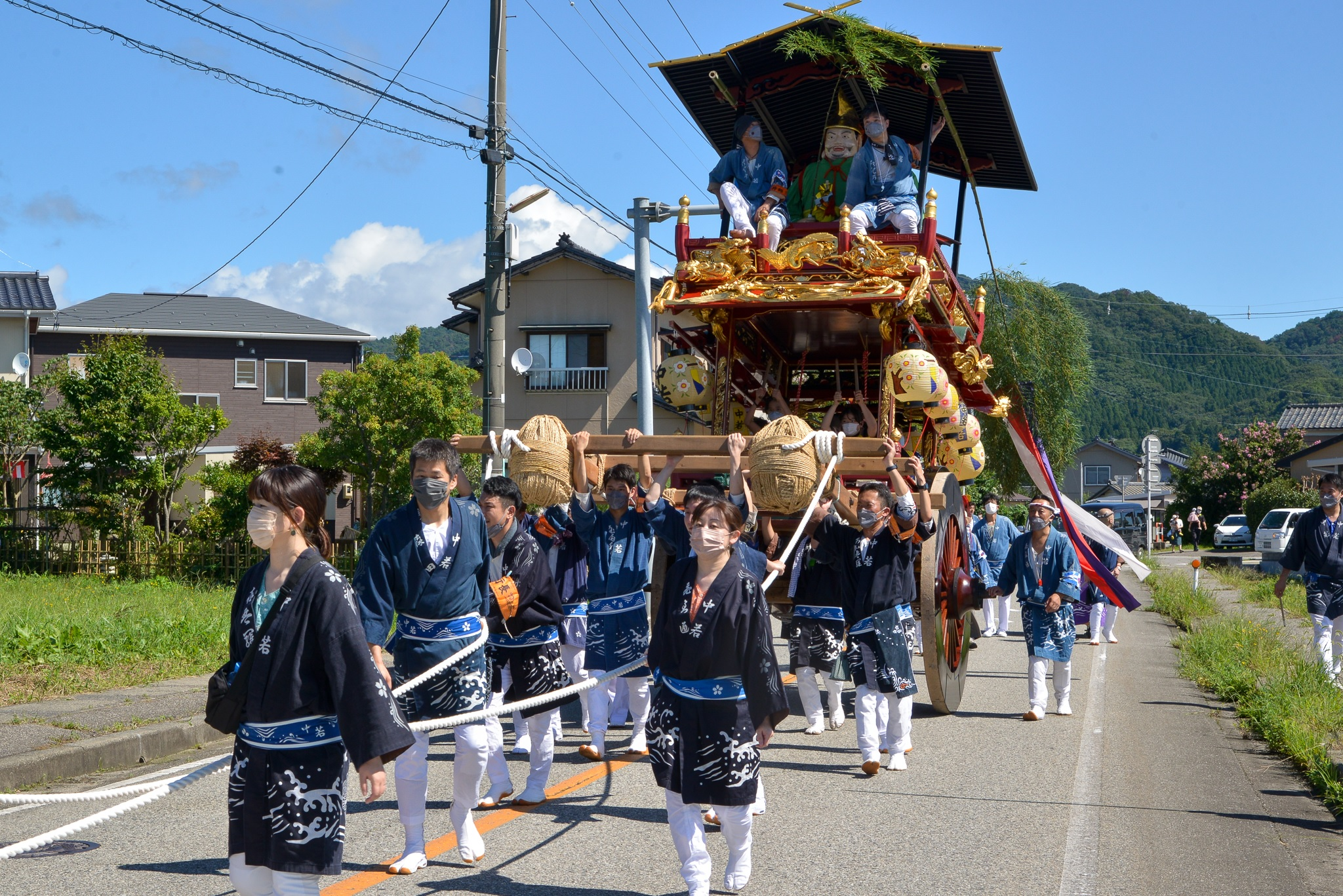
2番屋台　中町おしゃぎり（恵比寿）

1794年（寛政6年）に、村上の大工町が屋台新造の際、180貫文で瀬波中町に売ったとの記録が残っている。村上では肴町が恵比寿様を飾っており、当時は別の装飾の屋台だったと思われる。現在は恵比寿様にちなんだ波などの彫刻がほどこされ、大部分が改装され、現在の中町の屋台になっている。
1794年（寛政6年）に買ったという事なので、最初に大工町が作った年代は相当古い事になり、現存する村上市内のおしゃぎりでも一番古い可能性も有る。最初の製作年が分かる文献等が無いのが残念である。
1987年（昭和62年）に町内の大工山田喜六により車輪部分を新造した。

### 3番屋台 新田町
- 乗せ物：御神酒徳利
- 見送り：鯛と波

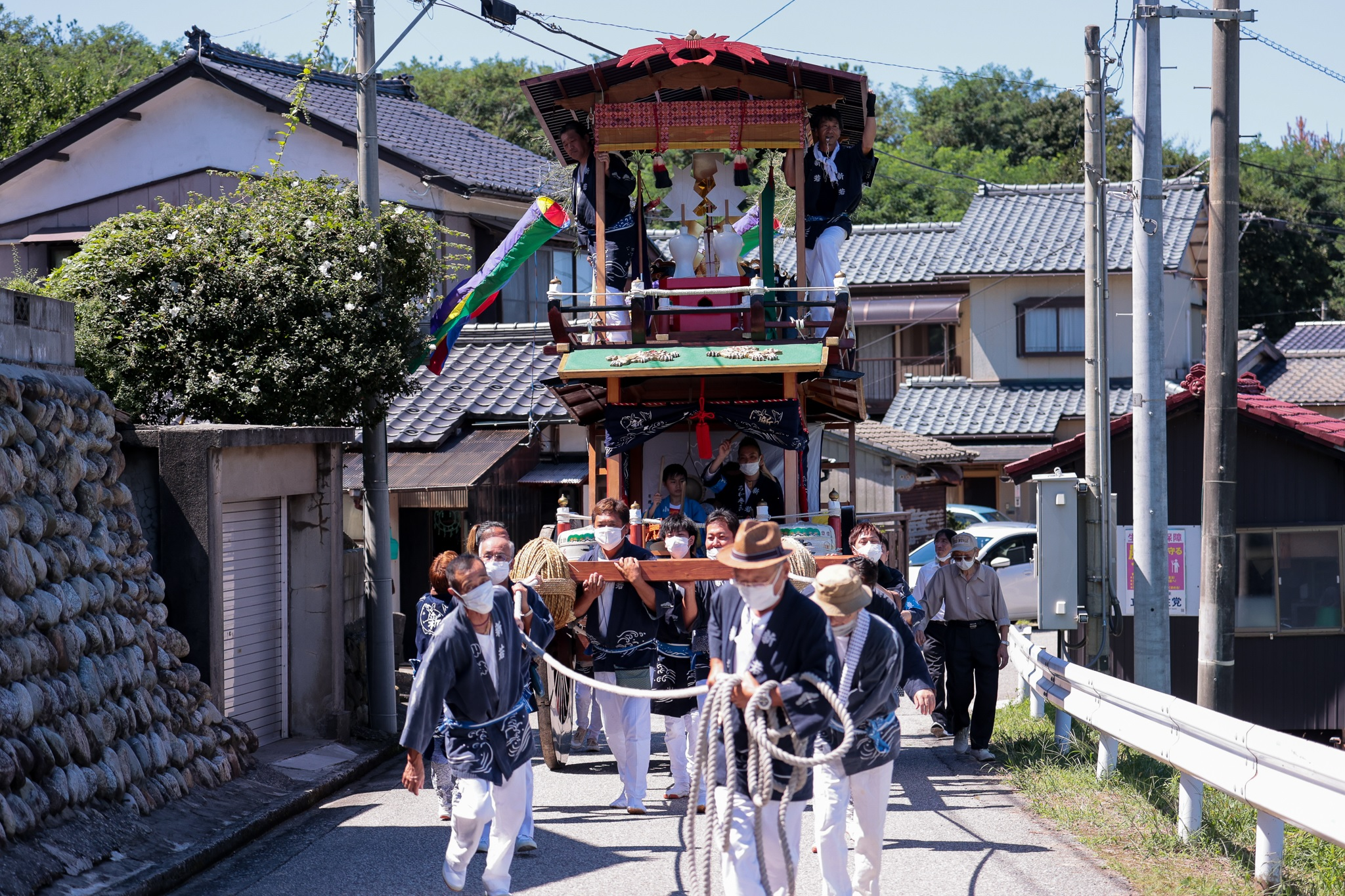
3番屋台　新田町おしゃぎり（御神酒徳利）

浜町と同様に1885年（明治18年）の大火災により焼失、以前は乗せ物が布袋様であった。1949年（昭和24年）に再建される、再建当初は仁輪加屋台であったが、その後の改修で大七車のおしゃぎりとなる。再建の際に乗せ物を御神酒徳利にしたのは、御船様に恵比寿様、御神酒徳利に大黒様と、組み合わせが良くなるようにしたと言われている。
新田町は盆唄や木遣りの際、手木を下した状態の時に、手木の上に乗って歌うが、これは昭和50年代後半迄は中町以外の瀬波の屋台は全てやっていた。しかし、屋台の老朽化を促進してしまう事から、次第に手木に乗るのを止め、現在では新田町でしか見る事が出来ない。手木に乗って歌う盆唄は盛り上がり、勇壮な瀬波大祭を象徴するものである。

### 4番屋台 上町
- 乗せ物：大黒天
- 見送り：唐子（からこ）

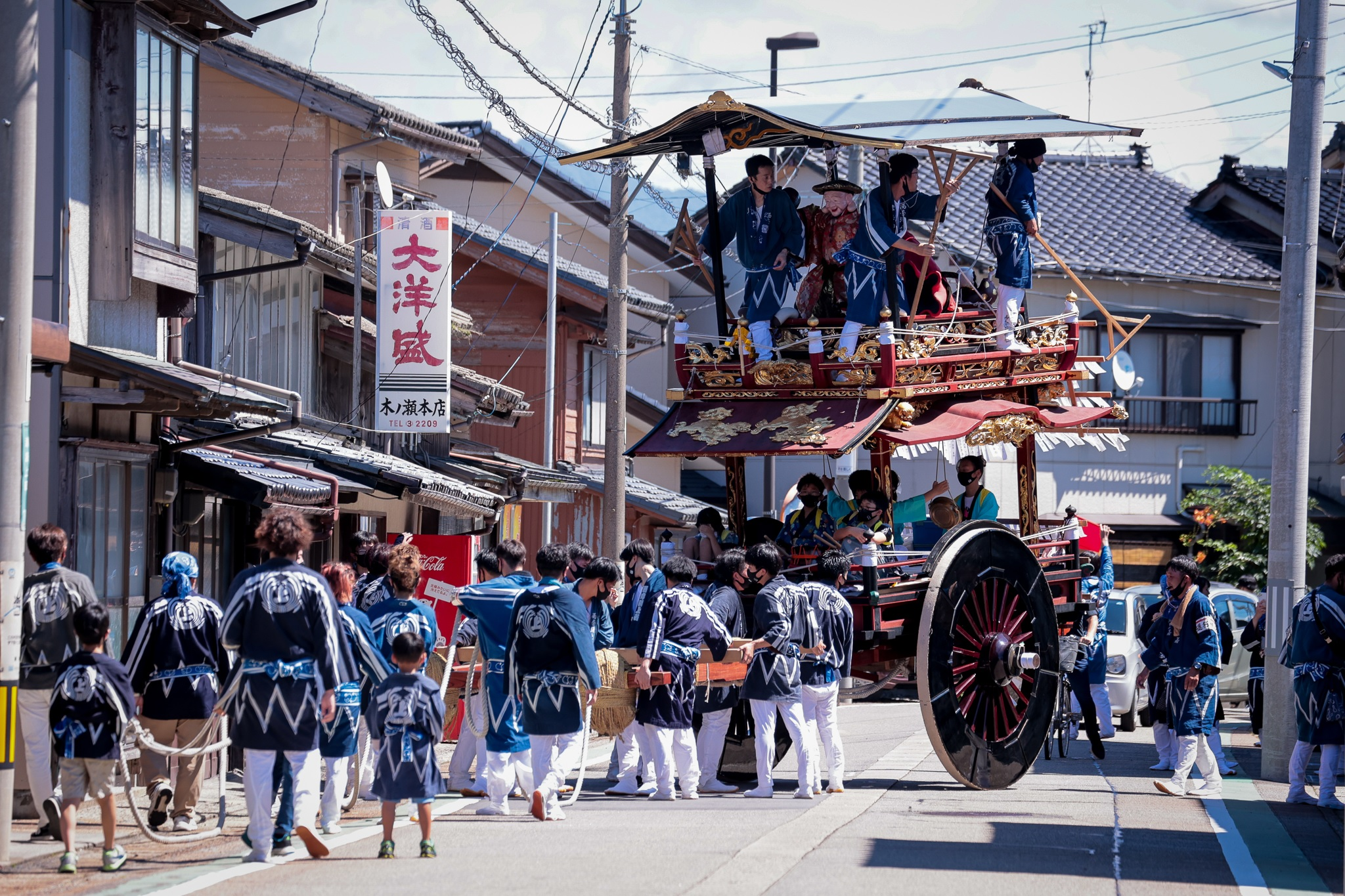
4番屋台　上町おしゃぎり（大黒天）

歴史の有る屋台で、収蔵されている道具箱に1719年（享保4年）の記載が残っている。瀬波のおしゃぎりは曳き方が荒い為に破損する事が多く、大部分は補修・改修されているが、一階欄間の「鼠と葡萄」の彫刻は当時のままと言い伝えられている。見送りの唐子（からこ）は唐子人形が2体有り、これは村上市内のおしゃぎりの中でも唯一の造りとなっており貴重な物である。

### 5番屋台 学校町
- 乗せ物：菅原道真
- 見送り：長寿亀

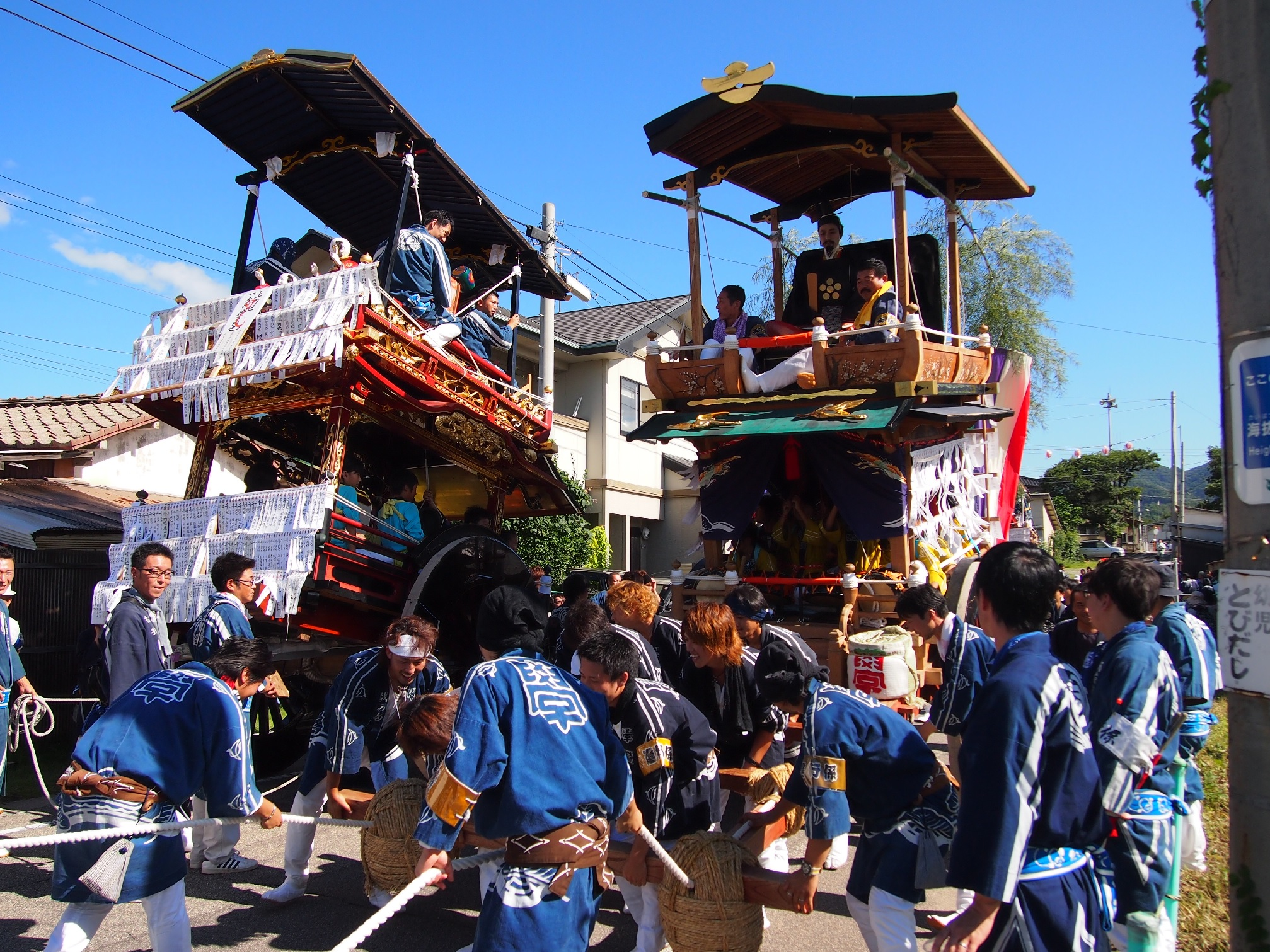
5番屋台　学校町おしゃぎり（菅原道真）

町内自体が新しく、1987年（昭和62年）に仁輪加屋台として造られた。乗せ物は町内の名前に由来し、学問の神様である天神様（菅原道真）。1996年（平成8年）に大七車・見送り・破風などが大改修されおしゃぎりとなる。

## 宵祭り
宵祭りは9月3日お昼過ぎから、おしゃぎりが各町内を曳き回されることにより始まる。

## 本祭り
本祭りは9月4日の4時頃から、太鼓を打ちながら氏子の全町内を練り歩く、これを先太鼓（さきだいこ）といい、祭り開始の合図となる。
その後、6時頃からおしゃぎりを町内で曳き回し、9時頃に西奈彌神社前で整列する。9時過ぎに、神社において神霊を御輿へ遷す神事が行われ、10時頃、御輿を先頭に5台のおしゃぎりが並ぶ渡御行列が開始する。おしゃぎりの先頭は気比大神を乗せる御船様の浜町おしゃぎりである。行列は1階の楽屋で囃子を演奏し、手木の引手が盆唄（祭り唄）を歌いながら、各町内を夜までかけて練り歩く。

## 見どころ
9月4日14時頃・・・横町の坂の下で「木遣り唄」を唄った後、鐘太鼓を打ち鳴らし坂を威勢よく駆け上がる。

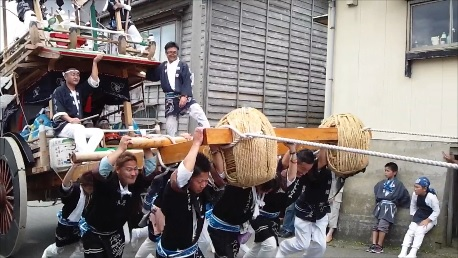
横町の坂での木遣り（新田町）

「木遣り唄」とは、北前船により伝えられ「伊勢木遣り」が原型と言われている。
- 木遣りの順番
  - 中町、新田町、上町、学校町

（浜町はおしゃぎりが大きい為に、横町の通りには入らず、別ルートで進行する）
9月4日20時頃・・・浜町の西奈彌神社前の坂の下に集合したおしゃぎりが、「木遣り唄」を唄った後、鐘太鼓を打ち鳴らし坂を威勢よく駆け上がり、祭りはクライマックスをむかえる。
- 木遣りの順番
  - 浜町、新田町、上町、学校町、中町

中でも「中町」の木遣りは、昔からの伝統を忠実に守り、歌い手も「木遣り保存会」に所属する人達が歌い上げる。その為、非常に荘厳で厳格な雰囲気が漂い、祭りのフィナーレにふさわしい。

## 追記
昔は「城下町新発田ふるさとまつり」の「帰り台輪」のように、喧嘩祭りだったと聞いている。4日の夜に浜町の坂へ向かう途中、祭りを早く終わらせないように上町のおしゃぎりが中町のおしゃぎりの行く手を阻み、毎年そこから喧嘩が始まったと言われている。町内同士の揉み合いの末、祭りが翌5日の朝まで続く事も度々起こり、いつしか運営上の問題から、喧嘩祭りの様相は消えてしまったようである。